# Heterostegane arcuata
Heterostegane arcuata là một loài bướm đêm trong họ Geometridae.